# Collection de zuihitsu célèbres
Collection de zuihitsu célèbres (日本の名随筆, Nihon no meizuihitsu) est une collection de zuihitsu (miscellanées littéraires ainsi que des essais) publiée par la maison Sakuhin (作品社). La collection incorpore des zuihitsu rédigés sur différents thèmes par des personnalités célèbres sur différents thèmes depuis l'ère Meiji.

## Présentation
L'anthologie composée de 200 volumes comprend plus de 7 000 zuihitsu et essais de plus de 2 000 auteurs. Elle se compose de deux parties, une partie principale de 100 volumes au format B6, chaque volume correspondant à environ 250 pages, ainsi qu'une section spéciale de 100 volumes. La section spéciale contient les références à côté d'une petit présentation de chaque auteur.
Les volumes ont été publiés tous les mois sur une période de seize ans et huit mois à partir d'octobre 1982. L'édition complète est achevée en juin 1998. Un an plus tard, le rédacteur en chef de la maison Sakusha est lauréat du prix Mainichi de la culture pour l'édition. Un volume coûte actuellement 1 800 ¥.